# Frustration
Frustration kommer af latin frustra: forgæves.
Frustration har flere bibetydninger.
I daglig tale menes ofte, at man er irriteret eller bekymret og den frustrerede føler typisk en blanding af sorg og vrede.
Den dybere psykologiske forklaring peger på den psykiske tilstand – den følelse – man kommer i, når et ønske ikke bliver opfyldt, en plan ikke realiseret eller et behov ikke tilfredsstillet, samtidig med at grundene til at det går således ikke forstås. 
- Det kan for eksempel være et ægtepars uønskede barnløshed samtidig med manglende viden om årsagerne hertil.
- Det kan være frustration over kuldsejlede økonomiske planer, hvor man ikke kan gennemskue, hvorfor man mangler adgang til de økonomiske midler.
- Det kan også være af mere kollektiv art, for eksempel: En forventet bedring af de generelle leveforhold for borgerne i et land slås ned af uigennemskuelige politiske magtforskydninger.

Frustration skal ses i modsætning til sorg, hvor baggrunden er klarlagt.
Frustration er forskellig fra vrede, som har et mål og hvortil energien retter sig. Man forsøger at forandre verden væk fra det, man er vred over.